# Henriette Cartier
Henriette Cartier (* 12. November 1902 in Genf; † 22. Januar 1994 ebenda; heimatberechtigt ebenda) war eine Schweizer Frauenrechtlerin aus dem Kanton Genf.

## Leben
Henriette Cartier war eine Tochter von Albert Cartier, Schreiner, und Lina Perret. Sie absolvierte die Handelsschule in Genf. Ab 1922 arbeitete sie als kaufmännische Angestellte. Sie besuchte Vorlesungen an der Universität Zürich. Von 1947 bis 1949 studierte sie in New York an der School of Social Work der Columbia University.
Ab 1949 bis 1969 war sie Abteilungsleiterin des Frauensekretariats und der Geschäftsstelle des Bundes Schweizerischer Frauenorganisationen (BSF). Sie war eine Mitinitiantin der Schweizerischen Ausstellung für Frauenarbeit (SAFFA) im Jahr 1958. Sie arbeitete in verschiedenen Kommissionen des Bundes Schweizerischer Frauenorganisationen und sass als dessen Vertreterin in eidgenössischen Kommissionen. Sie war Spezialistin für internationale Beziehungen der Frauenbewegung und gehörte der Schweizerischen Vereinigung für die Vereinten Nationen (UNO) an.